# Marial Bai
Marial Bai est une ville du Soudan du Sud, dans l'État du Bahr el Ghazal du Nord.